# Koto Limau Manis
Koto Limau Manis is een bestuurslaag in het regentschap Sungai Penuh van de provincie Jambi, Indonesië. Koto Limau Manis telt 1200 inwoners (volkstelling 2010).